# Антонов, Иван Николаевич
Анто́нов Ива́н Никола́евич (6 октября 1913, Царицын — 16 декабря 1943, Быки, Городокский район, Витебская область, БССР) — командир танковой роты 326-го танкового батальона 117-й танковой бригады (1-й танковый корпус, 11-я гвардейская армия, 1-й Прибалтийский фронт), капитан. Герой Советского Союза (1944).

## Биография
Родился 6 октября 1913 года в городе Царицын (ныне Волгоград) в рабочей семье. Русский. Получил незаконченное среднее образование, работал электромонтёром.
В 1937 году призван в Красную Армию. Член ВКП(б) (впоследствии КПСС) с 1938 года. В 1939 году окончил курсы младших лейтенантов.

### В годы Великой Отечественной войны
На фронте с первого дня войны.
Отличился в ходе Городокской операции. 16 декабря 1943 года танковая рота 326-го танкового батальона 117-й танковой бригады под командованием капитана И. Н. Антонова участвовала в прорыве обороны противника в районе деревни Меховое, Дрожаки (Городокский район, Витебская область). Окружённая в районе станции Бычиха группа танков, самоходных артиллерийских установок и около батальона солдат противника делала попытку прорыва в направлении деревни Быки. И. Н. Антонов расположил свои танки в засаде и уничтожал противника огнём, не давая ему возможности выйти из окружения. А сам ворвался на окраину деревни, двигаясь на большой скорости по дворам и огородам, огнём и гусеницами принялся уничтожать огневые точки противника. Когда его танк был подбит, Н. И. Антонов снял с него пулемёт и занял оборону, прикрывая экипаж. Танки роты И. Н. Антонова около часа сдерживали натиск врага. В этом бою И. Н. Антонов погиб.
Действия танкистов в районе деревни Быки отвлекли на себя силы противника, лишили его возможности атаковать советские части на станции Бычиха, и способствовали успешному завершению боя по расчленению городокской группировки противника и окружению её северной части.
Похоронен на воинском кладбище в центре деревни Меховое (Городокский район Витебской области). 
Указом Президиума Верховного Совета СССР от 24 апреля 1944 года за образцовое выполнение боевых заданий командования на фронте борьбы с немецкими захватчиками и проявленные при этом отвагу и геройство капитану Антонову Ивану Николаевичу посмертно присвоено звание Героя Советского Союза.

## Награды
- Герой Советского Союза (24.4.1944, посмертно)
- Медаль «Золотая Звезда»
- Ордена Ленина
- Орден Отечественной войны I степени

## Память
- Памятник в деревне Быки[2] Городокского района Витебской области (Белоруссия)[3].
- Именем Антонова названа улица в Волгограде.
- Установлена мемориальная доска на доме, где жил И. Н. Антонов (Волгоград).
- 14 декабря 2021 года учреждению образования Бычихинская средняя школа присвоено имя Героя Советского Союза Ивана Николаевича Антонова (аг. Бычиха, Городокский район, Витебская область, Беларусь)[4].